# NGC 505
NGC 505 је лентикуларна галаксија у сазвежђу Рибе која се налази на NGC листи објеката дубоког неба. Удаљена је приближно 230 милиона светлосних година од Земље. Открио ју је немачки астроном Алберт Март 1. октобра 1864.
Деклинација објекта је + 9° 28' 8" а ректасцензија 1h 22m 57,1s. Привидна величина (магнитуда) објекта NGC 505 износи 14,0 а фотографска магнитуда 15,0. NGC 505 је још познат и под ознакама UGC 924, MCG 1-4-41, CGCG 411-41, PGC 5036.